# Dystrykt Petauke
Dystrykt Petauke – dystrykt we wschodniej Zambii w Prowincji Wschodniej. W 2000 roku liczył 235 879 mieszkańców (z czego 49,24% stanowili mężczyźni) i obejmował 46 587 gospodarstw domowych. Siedzibą administracyjną dystryktu jest Petauke.